# Ptilorrhoa geislerorum
La zordala de los Geisler (Ptilorrhoa geislerorum) es una especie de ave paseriforme de la familia Psophodidae propia del este de Nueva Guinea. Anteriormente se consideraba una subespecie de la zordala azul, pero actualmente se consideras especies separadas por la altitud a la que vive y por su comportamiento diferente con llamadas y un plumaje diferente de las hembras.